# 완주 대둔산 동학농민혁명 전적지
완주 대둔산 동학농민혁명 전적지(完州 大屯山 東學農民革命 戰蹟地)는 대한민국 전북특별자치도 완주군 운주면 산북리 산15-24번지에 있는 동학농민혁명군의 최후 전적지이다. 2015년 12월 28일 전라북도의 기념물 제131호로 지정되었다.

## 지정 사유
동학농민혁명군의 최후 전적지라는 점에서 역사적 의미가 있는 곳이다. 구체제의 모순과 외세의 침략에 항거하다 다수의 인명의 손실이 있었던 역사의 현장이다. 동학농민혁명군이 최후까지 저항함으로써 동학농민혁명정신을 극명하게 보여준 역사적 장소로 그 가치를 높게 평가받고 있다.

## 같이 보기
- 동학농민혁명

## 참고 자료
- 완주 대둔산 동학농민혁명 전적지 - 국가유산청 국가유산포털